# Gia Paige
Gia Paige (* 18. Juni 1990 in Detroit, Michigan, USA) ist eine US-amerikanische Pornodarstellerin.

## Leben
Gia Paige wurde im Juni 1990 in Detroit im Bundesstaat Michigan geboren. Bevor sie als Pornodarstellerin arbeitete, verdiente sie ihren Lebensunterhalt als General Manager einer Pizzeria. Sie arbeitete auch als erotisches Model auf der Website SuicideGirls, kurz bevor sie 2015 im Alter von 24 Jahren als Pornodarstellerin debütierte.
Im selben Jahr trat sie zusammen mit anderen jungen Pornodarstellerinnen in der Netflix-Dokumentation Hot Girls Wanted:Turn On. Sie bat später darum, das die Aufnahmen nicht verwendet werden sollen, insbesondere wollte sie ihr Familienleben außen vor lassen und auch keine Rückschlüsse auf ihre Identität außerhalb der Pornoindustrie geben. Die Produzenten kamen dem jedoch nicht in Gänze nach.
Als Darstellerin trat sie in Filmen für Studios wie New Sensations, Blacked, Evil Angel, Brazzers, Mile High, Digital Playground, Reality Kings, Girlfriends Films, Pure Play Media, Lethal Hardcore oder Erotica X auf.
2017 wurde sie bei den AVN Awards als beste neue Darstellerin nominiert. Sie erhielt außerdem eine weitere AVN-Nominierung für die beste Dreier-Szene Swingers Getaway. 2018 wurde sie bei den Alt Awards als Adult Actress of the Year ausgezeichnet. 2019 gewann sie drei XBIZ Awards.
Bis Ende 2020 hat sie mehr als 270 Filme als Darstellerin aufgenommen.

## Auszeichnungen
- 2019: XBIZ Award – Best Actress – Taboo Release (in Jealous Brother)[7]
- 2019: XBIZ Award – Best Sex Scene – Couples-Themed Release (in Love in the Digital Age)[7]
- 2019: XBIZ Award – Best Sex Scene – Taboo Release (in Jealous Brother)

## Filmografie (Auswahl)
- Blackmailed Teens (2016)
- Tight Teens In Yoga Pants (2017, Cover Star)
- Moms In Control 7 (2017)
- How I Fucked Your Mother (2017)
- Kittens & Cougars 13 (2017)
- Bad Behavior (2018, Cover Star)
- Two Of A Kind (2018)
- Fathers & Daughters Vol. 2 (2018)
- Come Inside Daddy Vol. 3 (2018, Cover Star)
- Love In The Digital Age (2018)
- Talk Derby To Me (2018)
- Hair Supply 5 (2018, Cover Star)
- Girls Who Love Girls (2018)
- The Teenager Next Door Vol. 1 (2018)
- Bare Feet Fuckers (2018, Cover Star)
- Quality Time with Stepdaughter (2019)
- Who’s Banging The Babysitter? 2 (2018)
- Family Holiday Vol. 2 (2018)
- Interracial Icon Vol. 11 (2019)
- Swallowed.com Vol. 28 (2019)
- Mom Knows Best 12  (2019)
- Natural Breast Beauties (2019)
- Slip It In 7  (2019, Cover Star)
- True Anal Addiction 4 (2019)
- Girls Only 4  (2019)
- Moms In Control 13  (2019)
- Transfixed Vol. Six (2020)
- Girlcore Season 2 Vol. 2 (2020)
- Keep Your Family Close (2020)
- Teens Next Door (2020)
- Amazing Anal Threesomes (2020)
- White Booty 3 (2020)
- Real Teens Caught On Tape 12 (2020)
- Schoolgirls Rock 4 (2020)